# I'm Like a Bird
„I'm Like a Bird“ je druhý singl Nelly Furtado z její debutové desky Whoa, Nelly!
V jednom z rozhovorů Furtado přiznala, že toto je její nejoblíbenější píseň, protože je jednoduchá a svobodná.
„I'm Like a Bird“ je jeden z nejúspěšnějších singlů roku 2001, ve všech významných hitparádách se dostala do TOP 10.
Díky této písni si Nelly Furtado odnesla v roce 2002 cenu Grammy za nejlepší ženskou píseň.
Videoklip k písni režíroval Francis Lawrence.

## Seznam skladeb
1. „I'm Like a Bird“
2. „Party“ (Reprise)
3. „I Feel You“
4. „My Love Grows Deeper“

## Umístění v hitparádách
| Hitpadáda          | Umístění |
| ------------------ | -------- |
| Německo            | 41       |
| Rakousko           | 41       |
| Dánsko             | 13       |
| Austrálie          | 2        |
| Irsko              | 4        |
| Spojené království | 5        |
| USA                | 9        |
| Kanada             | 1        |
| Francie            | 33       |